# Absentia (film)
Pour les articles homonymes, voir Absentia.
Pour plus de détails, voir Fiche technique et Distribution.
Absentia est un film d'horreur américain écrit et réalisé par Mike Flanagan et sorti en 2011. Il s'agit de son premier véritable long métrage après plusieurs films tournés durant ses études.

## Synopsis
Après sept ans, Tricia, une femme enceinte qui vit seule dans un quartier de Glendale, dans la banlieue de Los Angeles, est enfin prête à accepter que son mari disparu, Daniel, ne reviendra pas. Alors qu'elle se prépare à le déclarer mort par contumace, sa sœur Callie, une ancienne droguée, vient s'installer chez elle. Ensemble, elles essaient d'obtenir le certificat de décès de Daniel. Tricia fait des cauchemars et des hallucinations terrifiantes au sujet de Daniel, que son psychiatre interprète comme du stress et de la culpabilité. Pendant son jogging, Callie rencontre un homme décharné dans un tunnel qui semble choqué qu'elle puisse le voir. Il se présente sous le nom de Walter Lambert et la supplie de contacter son fils, mais elle s'enfuit. Plus tard, elle revient avec de la nourriture et la laisse dans le tunnel, qu'elle trouve vide.
Quand Callie découvre des petits objets métalliques sur le butoir de leur porte, elle suppose qu'ils ont été laissés là par Walter, alors elle les place à l'entrée du tunnel. Un homme qui passe lui conseille de ne pas le faire et dépose un sac poubelle au même endroit. Plus tard, elle trouve les objets métalliques sur son lit. L'inspecteur Mallory, qui enquête sur la disparition de Daniel et a une liaison avec Tricia, prend l'affaire en charge et réprimande les femmes pour avoir laissé leur porte d'entrée ouverte. Très troublée, Callie retombe secrètement dans la consommation de drogues. Tricia décide finalement de signer le certificat de décès de Daniel et de sortir avec Mallory. C'est alors que Daniel, en sang et pieds nus, apparaît soudainement devant sa maison.
À l'hôpital, les médecins diagnostiquent que Daniel souffre de malnutrition sévère, de déshydratation et de violences physiques. Daniel semble surpris que les autres puissent le voir et peut seulement expliquer qu'il était "en dessous". Il ne répond à aucune question et semble être terrifié par le tunnel devant sa maison. Mallory vient parler à Tricia, tentant de la convaincre de quitter Daniel et de rester avec lui. Bien qu'elle refuse, tous deux s'embrassent. Au même moment, Daniel explique à Callie qu'il a conclu un marché avec une créature insectoïde qui se cache dans les murs du tunnel. Callie enquête sur des mouvements étranges près de la salle de bain et est assommée. Lorsqu'elle se réveille, elle voit une créature tirer Daniel dans le tunnel et traverser les murs de ce dernier. Callie ment sur sa rechute devant les détectives, mais Tricia trouve sa réserve et l'accuse d'avoir halluciné l'incident. En réponse, Callie montre à Tricia des informations qu'elle a trouvées sur Internet concernant des cas de personnes disparues dans le quartier au cours des 100 dernières années, dont Walter ; le fils de Lambert prétend qu'il a été enlevé par des monstres.
Le lendemain, la police découvre le corps ensanglanté de Walter à l'entrée du tunnel, tandis que l'homme que Callie a vu plus tôt se révèle être son fils, Jamie. La police accuse Jamie d'avoir enlevé des animaux domestiques locaux, et laisse entendre qu'il les a offerts en sacrifice pour retrouver son père. Tricia et Callie sont attaquées par la créature, qui kidnappe Tricia. Callie dépose un rapport de personne disparue avant de retourner au tunnel pour proposer un "échange", souhaitant sacrifier sa vie contre celle de Tricia. À sa grande surprise, la créature ramène le fœtus mort-né de Tricia à la place. La créature s'empare alors de Callie, ne laissant derrière elle que sa chaussure vide.
Mallory trouve une enveloppe que Callie a laissée pour lui et qui contient ses recherches. Son collègue, Lonergan, lui assure qu'ils vont garder les enquêtes ouvertes indéfiniment. Il suppose que Jamie, qu'il soupçonne d'être un tueur en série, pourrait avoir tué Tricia et Callie, mais Mallory choisit de croire que Callie s'est enfuie et que Tricia est heureuse de vivre quelque part dans la nature. Alors que Mallory colle des affiches, il voit une apparition de Callie dans le tunnel, mais lorsqu'il y regarde de plus près, elle a disparu. Alors qu'il s'éloigne, Callie l'observe depuis le tunnel, une patte de la créature reposant sur son épaule.

## Fiche technique
- Titre original et français : Absentia
- Réalisation et scénario : Mike Flanagan
- Musique : Ryan David Leack
- Photographie : Rustin Cerveny
- Montage : Mike Flanagan
- Sociétés de production : FallBack Plan Productions et Blue Dot Productions
- Budget : 70 000 $[1]
- Pays de production :  États-Unis
- Langue originale : anglais
- Genre : horreur, fantastique
- Durée : 87 minutes
- Dates de sortie :
  - États-Unis : 3 mars 2011 (festival du film de Fargo)
  - États-Unis : 1er juillet 2011 (vidéo à la demande)
  - Canada : 12 mars 2012 (DVD)

## Distribution
- Katie Parker : Callie Russel
- Courtney Bell : Tricia Riley
- Dave Levine : l'inspecteur Ryan Mallory
- Justin Gordon : l'inspecteur Lonergan
- Morgan Peter Brown : Daniel Riley
- James Flanagan : Jamie Lambert
- Doug Jones : Walter Lambert
- Scott Graham : Dr Elliott
- Ian Gregory : Mitch
- Connie Ventress : Ruth

## Accueil critique
Le film a reçu des critiques globalement favorables, recueillant 75 % de critiques positives, avec une note moyenne de 6,3/10 et sur la base de 8 critiques collectées, sur le site agrégateur de critiques Rotten Tomatoes.